# بين سوان
بين سوان (بالإنجليزية: Ben Swann)‏ هو صحفي أمريكي، ولد في 17 يوليو 1978 في إل باسو في الولايات المتحدة.

## وصلات خارجية
- الموقع الرسمي
- بين سوان على موقع IMDb (الإنجليزية)